# Machina/The Machines of God
Machina/The Machines of God, ofta förkortat till bara Machina, är det femte studioalbumet av den amerikanska rockgruppen The Smashing Pumpkins, utgivet den 29 februari 2000 på Virgin Records.
Machina är det sista av bandets album som gavs ut på CD, men en "uppföljare" till Machina, betitlad Machina II/The Friends & Enemies of Modern Music, släpptes på Internet senare samma år. På grund av basisten D'arcy Wretzkys avhopp av bandet i april 1999 ersattes hon av en gammal vän till Billy Corgan vid namn Melissa Auf der Maur som dessförinnan spelat i bandet Hole. Auf der Maur spelade även bas under hela Machina-turnén.
Trots det faktum att D'arcy Wretzky slutade innan albumet släpptes hann hon lägga bas på de flesta låtar på albumet.
Precis som med albumet Adore blandade man även här in mycket elektronisk musik i låtarna, även om Machina överlag är ett något mer gitarrbaserat album.

## Låtlista
Alla låtar är skrivna av Billy Corgan.
1. "The Everlasting Gaze" – 4:00
2. "Raindrops + Sunshowers" – 4:39
3. "Stand Inside Your Love" – 4:14
4. "I of the Mourning" – 4:37
5. "The Sacred and Profane" – 4:22
6. "Try, Try, Try" – 5:09
7. "Heavy Metal Machine" – 5:52
8. "This Time" – 4:43
9. "The Imploding Voice" – 4:24
10. "Glass and the Ghost Children" – 9:56
11. "Wound" – 3:58
12. "The Crying Tree of Mercury" – 3:43
13. "With Every Light" – 3:56
14. "Blue Skies Bring Tears" – 5:45
15. "Age of Innocence" – 3:55

Bonuslåt
1. "Speed Kills" –  3:24

## Bonusskivan:Still Becoming Apart
En marknadsförings-EP med titeln Still Becoming Apart följde endast med förhandsbeställningar av Machina/The Machines of God. Det är oklart hur många upplagor den utgavs i. "Mayonaise (Acoustic)" är tidigare outgiven, likaså "Hope" som från början var en The Marked-låt (bandet Corgan spelade i före Smashing Pumpkins).

### Låtlista
Alla låtar är skrivna av Billy Corgan.
1. "Hope" – 3:37
2. "Blissed and Gone" – 4:45
3. "Apathy's Last Kiss" – 2:44
4. "Mayonaise (Acoustic)" – 4:32
5. "Eye"  – 4:53

Total längd: 20:31

## Medverkande
The Smashing Pumpkins
- Billy Corgan – sång, gitarr, bas, keyboard, piano, produktion, ljudmix, design
- James Iha – gitarr, bas[1]
- D'arcy Wretzky – bas (endast vissa spår)[1]
- Jimmy Chamberlin – trummor

Övriga musiker
- Mike Garson – piano på "With Every Light"

Produktion
- Bill Douglass – assisterande ljudmix
- Flood – produktion, ljudmix
- Vasily Kafanov – målningar och etsning
- Tommy Lipnick – teknisk assistans
- Tim "Gooch" Lougee – teknisk assistans
- Jef Moll – assisterande ljudmix
- Alan Moulder – ljudmix
- Andrew Nicholls – assisterande ljudmix
- Erin Piepergerdes – assisterande ljudmix
- Scott Schimpff – teknisk assistans
- Greg Sylvester – design
- Bjorn Thorsrud – inspelning, assistans, digital redigering, sammanställning, ytterligare programmering
- Howie Weinberg – mastering
- Howard C. Willing – inspelning, ljudmix
- Thomas Wolfe – design
- Yelena Yemchuk – design
- Mike Zainer – assisterande ljudmix

## Listplaceringar
| Lista (2000)                        | Högsta position |
| ----------------------------------- | --------------- |
| Australien                          | 2               |
| Belgien (Flandern)                  | 4               |
| Belgien (Vallonien)                 | 8               |
| Finland                             | 6               |
| Frankrike                           | 4               |
| Italien                             | 2               |
| Kanada                              | 2               |
| Nederländerna                       | 15              |
| Norge                               | 2               |
| Nya Zeeland                         | 4               |
| Schweiz                             | 12              |
| Sverige                             | 3               |
| Storbritannien                      | 7               |
| Tyskland                            | 4               |
| USA (Billboard 200)                 | 3               |
| USA (Billboard Top Internet Albums) | 3               |
| Österrike                           | 10              |